# Carlos Piñana

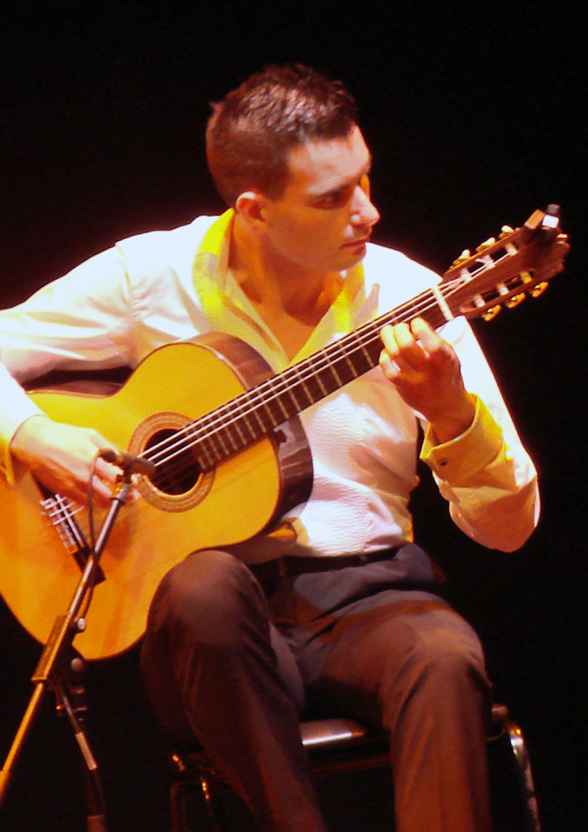
Carlos Piñana in 2010

Carlos Piñana (Cartagena, 1976) is een Spaanse flamencogitarist.
Piñana stamt uit een bekende familie van flamencomusici. Zijn grootvader Antonio Piñana (1913-1989) was een beroemd zanger. Zijn vader, eveneens Antonio geheten, gaf hem de eerste gitaarlessen. Op zijn veertiende schreef hij zich in aan het conservatorium van Cartagena om klassieke gitaar te studeren. Hij studeerde eveneens flamencogitaar en werd beloond met een aantal belangrijke muziekprijzen, zoals de eerste prijs op het internationale festival van de Cantes Mineros in 1996. In 1998 won hij een belangrijke prijs van het Córdoba Flamenco Art Festival. Verder won hij de eerste prijs op Calasparra, het nationale festival voor jonge flamencoartiesten.
Hij trad op in New York, Parijs, Moskou, Mexico, Teheran, Tokio en veel andere steden verspreid over de hele wereld.
Carlos Piñana is flamencogitaardocent aan het conservatorium van Murcia en artistiek directeur van het internationale gitaarfestival van Murcia.

## Discografie
- Cal-libiri (1999)
- Palosanto (2001)
- Mundos Flamencos (2003)
- Mi Sonanta (2009)
- Manos Libres (2011)
- Body & Soul (2013)
- De la raíz al alma (2015)

- Biblioteca Nacional de España: XX1504511
- International Standard Name Identifier: 0000 0000 6041 3166
- MusicBrainz: 174468e1-857d-4f2e-a31a-3c79a19c2f3d
- Nationale Bibliotheek van Tsjechië: xx0162251
- Nederlandse Thesaurus van Auteursnamen: 326694269
- Virtual International Authority File: 87230586
- WorldCat: E39PBJrGvw9mg3tDQVYFCkhbVC